# Micarea incrassata
Micarea incrassata är en lavart som beskrevs av Hedl. Micarea incrassata ingår i släktet Micarea och familjen Pilocarpaceae.  Arten är reproducerande i Sverige. Inga underarter finns listade i Catalogue of Life.